# Магуайр, Бассет
Бассет Магуайр (англ. Bassett Maguire, 4 августа 1904 — 6 февраля 1991) — американский ботаник.

## Биография
Бассет Магуайр родился в штате Алабама 4 августа 1904 года. Он был сыном Чарльза Томаса и Роуз Бассетт Магуайр.
Бассет поступил в среднюю школу в Саванне, штат Джорджия, и в летние месяцы 1921—1923 годов был задействован в торговом судоходстве как моряк, матрос и интендант.
В 1923 году он поступил в Университет Джорджии и через три года получил степень бакалавра с отличием по ботанике и зоологии.
В 1927 году Бассет Магуайр был назначен главой Научного Отдела в средней школе в Джорджии; осознавая необходимость аспирантуры, он получил обучающую должность ассистента по неполной ставке в ботанике в Корнеллском университете в 1927 году. К 1931 году Бассет закончил требования курса, но не свою диссертацию, когда ему предложили должность доцента ботаники в Utah State Agricultural College в Логане, штат Юта. В штате Юта он развивал Intermountain Herbarium и служил его главным коллекционером и куратором до 1942 года.
В январе 1943 года Бассет Магуайр посетил Нью-йоркский ботанический сад, где он должен был работать над флорой Юты. К июлю он был назначен куратором, а затем работал в Нью-йоркском ботаническом саду на многих должностях: как куратор (1943—1958), главный куратор (1958—1961), ассистент директора (1968—1969), старший научный сотрудник (1972—1974) и почётный старший научный сотрудник с 1975 года.
Во время работы в саду его исследования стали переходить от Северной Америки к тропической Америке; в 1944 году он устроил экспедицию на откос Кайетур.
Магуайр продолжил устраивать экспедиции в Южную Америку, особенно в Амазонскую низменность. В 1954 году Бассет обнаружил гору Серро-де-ла-Неблина и дал ей название. Он был организаторм и участником трёх последующих поездок на гору Серро-де-ла-Неблина; в 1965 году Бассет был награждён David Livingstone Centenary Medal.
Бассет Магуайр был вдохновляющим учителем для целого поколения ботаников. Он внёс значительный вклад в ботанику, описав множество видов растений.
Бассет Магуайр умер в Манхэттене от почечной недостаточности 6 февраля 1991 года в возрасте 86 лет.

## Научная деятельность
Бассет Магуайр специализировался на папоротниковидных и на семенных растениях.

## Почести
В его честь были названы следующие виды растений:
- Justicia maguirei Wassh.[5]
- Pseuderanthemum maguirei Leonard[6]
- Pterozonium maguirei Lellinger[7]
- Guatteria maguirei R.E.Fr.[8]
- Ilex maguirei Wurdack[9]
- Anthurium maguirei A.D.Hawkes[10]
- Philodendron maguirei G.S.Bunting[11]
- Bactris maguirei (L.H.Bailey) Steyerm.[12]
- Pochota maguirei (A.Robyns) Steyerm. & W.D.Stevens[13]
- Draba maguirei C.L.Hitchc.[14]
- Brocchinia maguirei L.B.Sm.[15]
- Cephalocereus maguirei Gilly[16]
- Swartzia maguirei R.S.Cowan[17]
- Parinari maguirei Prance[18]
- Hypericum maguirei N.Robson[19]
- Ramatuela maguirei Exell & Stace[20]
- Trichipteris maguirei R.M.Tryon[21]
- Cephalocarpus maguirei Gilly[22]
- Tetracera maguirei Aymard & B.M.Boom[23]
- Satyria maguirei Camp[24]
- Paepalanthus maguirei Moldenke[25]
- Phyllanthus maguirei Jabl.[26]
- Macrocarpaea maguirei Weaver & J.R.Grant[27]
- Nautilocalyx maguirei L.E.Skog & Steyerm.[28]
- Paradrymonia maguirei Feuillet[29]
- Sacoglottis maguirei Cuatrec.[30]
- Persea maguirei L.E.Kopp[31]
- Ternstroemia maguirei B.M.Boom[32]
- Phoradendron maguirei Rizzini[33]
- Vochysia maguirei Marc.-Berti[34]